# Molly Caudery
Molly Caudery, född 17 mars 2000, är en brittisk friidrottare som tävlar i stavhopp.

## Karriär
Vid världsmästerskapen i friidrott 2023 slutade Caudery på en femte plats i stavhopp. Vid inomhusvärldsmästerskapen i friidrott 2024 tog hon guld i stavhopp.